# Xã Conoy, Quận Lancaster, Pennsylvania
Xã Conoy (tiếng Anh: Conoy Township) là một xã thuộc quận Lancaster, tiểu bang Pennsylvania, Hoa Kỳ. Năm 2010, dân số của xã này là 3.194 người.